# Merremia heringeri
Merremia heringeri är en vindeväxtart som beskrevs av K. Afzelius. Merremia heringeri ingår i släktet Merremia och familjen vindeväxter. Inga underarter finns listade i Catalogue of Life.